# Hymenopenaeus aphoticus
Hymenopenaeus aphoticus är en kräftdjursart som beskrevs av Martin D. Burkenroad 1936. Hymenopenaeus aphoticus ingår i släktet Hymenopenaeus och familjen Solenoceridae. Inga underarter finns listade i Catalogue of Life.